# فريدريك أغسطس ودارد
فريدريك أغسطس ودارد هو محامي وسياسي أمريكي، ولد في 12 فبراير 1854 في ويلسون في الولايات المتحدة، وتوفي بنفس المكان في 8 مايو 1915. نشط حزبياً في الحزب الديمقراطي. وقد انتخب عضو مجلس النواب الأمريكي ‏.